# Bock (bière)
Pour les articles homonymes, voir Bock (homonymie).
Bock est une marque commerciale de bière implantée en Côte d'Ivoire des décennies. Cette boisson locale appartient à la Société de Limonaderies et Brasseries d'Afrique qui se charge de la production et de la distribution sur toute l'étendue du territoire national.

## Présentation
La bière Bock de Solibra  appartient à la catégorie des bières blondes avec 4,8 % d’alcool. Elle est disponible en bouteille, en verre consigné, en verre perdu et en canette. Le conditionnement en verre consigné existe en 100 cl, 65 cl, 33 cl, en verre perdu 25 cl et en boîte 33 cl. Elle est commercialisée dans divers points de vente (maquis, bars et restaurants). Cette bière se compose de quatre ingrédients : l’eau, le malt, le maïs et le houblon. La bouteille de 65 cl est familièrement appelée « la 66 » par les consommateurs ivoiriens pour designer la marque de bière en question.

## Évolution du design
Née de la fusion de la société SOLIGLACE avec un groupe de brasseurs belges, ARTOIS, pour la création de l’usine de SOLIBRA en janvier 1960, la bière Bock naît dans les années 1980 en Côte d’Ivoire. C’est la première boisson alcoolisée labélisée ayant vu le jour sur le sol ivoirien juste après l'indépendance en 1960. La bière Bock de Solibra a connu depuis lors trois designs d’emballages ou de packaging. Le premier design est sur le marché entre 1980 et l’année 2012, le second entre 2013 à 2016, enfin le troisième et actuel design voit le jour en 2017.

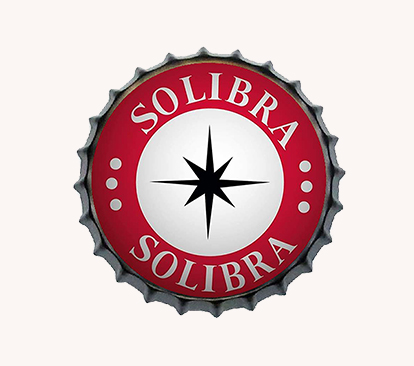
Capsule 1960 - 2017
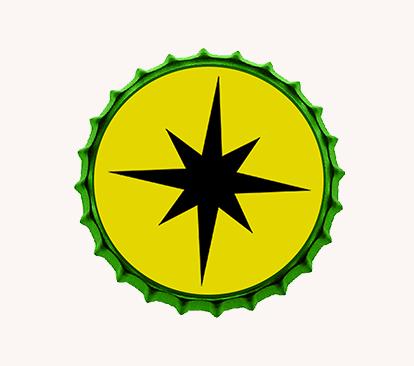
Capsule 2017 - aujourd'hui